# Ayman Ben Mohamed
Ayman Ben Mohamed (in arabo ايمن بن محمد‎?; Londra, 8 dicembre 1994) è un calciatore tunisino, difensore dell'Espérance e della nazionale tunisina.

## Carriera

### Nazionale
Ha esordito con la nazionale tunisina il 16 ottobre 2018 in occasione dell'incontro di qualificazione per la Coppa d'Africa 2019 vinto 2-1 contro il Niger.

## Palmarès

### Club

#### Competizioni nazionali
- Campionato tunisino: 3

Espérance: 2016-2017, 2017-2018, 2018-2019
- Supercoppa di Tunisia: 1

Espérance: 2019

#### Competizioni internazionali
- CAF Champions League: 2

Espérance: 2018, 2018-2019